# El Guapinol, Mexiko
El Guapinol är en ort i Mexiko.   Den ligger i kommunen San Agustín Loxicha och delstaten Oaxaca, i den sydöstra delen av landet, 500 km sydost om huvudstaden Mexico City. El Guapinol ligger 838 meter över havet och antalet invånare är 398.
Terrängen runt El Guapinol är huvudsakligen kuperad, men åt nordost är den bergig. Terrängen runt El Guapinol sluttar söderut. Runt El Guapinol är det ganska glesbefolkat, med 39 invånare per kvadratkilometer. Närmaste större samhälle är San Agustín Loxicha, 10,8 km norr om El Guapinol. I omgivningarna runt El Guapinol växer huvudsakligen savannskog.